# 眠れない夜のために
『眠れない夜のために』（ねむれないよるのために）は、1985年6月5日に発売された谷山浩子の10作目のアルバム。
本作からLPとCDが同日にリリースされるようになった。

## 概要
初のオリジナル・ベスト・アルバムであり、タイトル通りのコンセプトで「眠レナイ夜」に聴くようなピアノ弾き語りがメインの曲で構成されている。以降、谷山浩子の音楽的パートナーとしてアレンジャーを務める石井AQがこのアルバムよりプロデューサーとして参加した。なお、ミュージシャンとしての参加は2作前の『たんぽぽサラダ』が初で、本作では「AQ」名義となっている。
「カントリーガール」はシングルリリースの際、当時のEP盤の収録時間の制約により3番までしか収録できなかったが、本アルバムで初めて4番まで入った。以降のリメイク版はすべて4番までを含むようになっている。
「おやすみ」は1982年発売のシングル「てんぷら☆さんらいず」B面の曲であり、1984年発売のシングル「ラ・ラ・ルウ」B面の「O YA SU MI」とは別の歌である。なお、ベスト・アルバム『HIROKO TANIYAMA '80S』には両曲とも収録されている。
1991年に再発売された際、タイトルに三点リーダーが付き「眠れない夜のために…」とされた。

## 収録曲
1. もみの木
2. すずかけ通り三丁目
3. 風を追いかけて
4. パステルウェザー
5. カントリーガール
6. おやすみ
7. 真夜中の太陽
8. 地上の星座
9. 風になれ－みどりのために－
10. 不思議なアリス
11. 鏡よ鏡
12. 銀河通信

- 作詞・作曲：谷山浩子（全曲）
- 編曲：AQ・谷山浩子（全曲）
- ディレクター：中川敏一、長岡和弘